# Fabjan Beqja
Fabjan Beqja (Durazzo, 15 febbraio 1994) è un calciatore albanese, difensore o centrocampista del Flamurtari Valona.

## Carriera

### Club
Ha giocato nella prima divisione albanese ed in quella kosovara.

### Nazionale
Il 5 marzo 2014 fa il suo esordio con la maglia della nazionale albanese Under-21 nella vittoria per 1-3 contro l'Austria Under-21.

## Statistiche

### Presenze e reti nei club
Statistiche aggiornate al 26 maggio 2021.
| Stagione        | Squadra         | Campionato      | Campionato | Campionato | Coppe nazionali | Coppe nazionali | Coppe nazionali | Coppe continentali | Coppe continentali | Coppe continentali | Altre coppe | Altre coppe | Altre coppe | Totale | Totale |
| Stagione        | Squadra         | Comp            | Pres       | Reti       | Comp            | Pres            | Reti            | Comp               | Pres               | Reti               | Comp        | Pres        | Reti        | Pres   | Reti   |
| --------------- | --------------- | --------------- | ---------- | ---------- | --------------- | --------------- | --------------- | ------------------ | ------------------ | ------------------ | ----------- | ----------- | ----------- | ------ | ------ |
| 2013-2014       | Teuta           | KS              | 5          | 1          | CA              | 4               | 0               | -                  | -                  | -                  | -           | -           | -           | 9      | 1      |
| 2014-gen. 2015  | Besa Kavajë     | KP              | 6          | 0          | CA              | 1               | 0               | -                  | -                  | -                  | -           | -           | -           | 7      | 0      |
| gen.-giu. 2015  | Teuta           | KS              | 5          | 0          | CA              | 0               | 0               | -                  | -                  | -                  | -           | -           | -           | 5      | 0      |
| 2015-2016       | Teuta           | KS              | 2          | 0          | CA              | 0               | 0               | -                  | -                  | -                  | -           | -           | -           | 2      | 0      |
| 2016-2017       | Teuta           | KS              | 23         | 0          | CA              | 7               | 0               | UEL                | 0                  | 0                  | -           | -           | -           | 30     | 0      |
| 2017-2018       | Teuta           | KS              | 32         | 3          | CA              | 4               | 1               | -                  | -                  | -                  | -           | -           | -           | 36     | 4      |
| 2018-2019       | Teuta           | KS              | 25         | 1          | CA              | 5               | 0               | -                  | -                  | -                  | -           | -           | -           | 30     | 1      |
| 2019-2020       | Teuta           | KS              | 19         | 0          | CA              | 6               | 0               | UEL                | 2                  | 0                  | -           | -           | -           | 27     | 0      |
| 2020-2021       | Teuta           | KS              | 5          | 0          | CA              | 0               | 0               | UEL                | 2                  | 0                  | SA          | 1           | 0           | 8      | 0      |
| lug.-ago. 2021  | Teuta           | KS              | 0          | 0          | CA              | 0               | 0               | UCL+UECL           | 0+1                | 0                  | SA          | 0           | 0           | 1      | 0      |
| Totale Teuta    | Totale Teuta    | Totale Teuta    | 116        | 5          |                 | 26              | 1               |                    | 5                  | 0                  |             | 1           | 0           | 148    | 6      |
| 2021-2022       | Gjilani         | SL              | 2          | 0          | CK              | 0               | 0               | -                  | -                  | -                  | -           | -           | -           | 2      | 0      |
| Totale carriera | Totale carriera | Totale carriera | 124        | 5          |                 | 27              | 1               |                    | 5                  | 0                  |             | 1           | 0           | 157    | 6      |

### Cronologia presenze e reti in nazionale
| Cronologia completa delle presenze e delle reti in nazionale ― Albania under 21 | Cronologia completa delle presenze e delle reti in nazionale ― Albania under 21 | Cronologia completa delle presenze e delle reti in nazionale ― Albania under 21 | Cronologia completa delle presenze e delle reti in nazionale ― Albania under 21 | Cronologia completa delle presenze e delle reti in nazionale ― Albania under 21 | Cronologia completa delle presenze e delle reti in nazionale ― Albania under 21 | Cronologia completa delle presenze e delle reti in nazionale ― Albania under 21 | Cronologia completa delle presenze e delle reti in nazionale ― Albania under 21 |
| Data                                                                            | Città                                                                           | In casa                                                                         | Risultato                                                                       | Ospiti                                                                          | Competizione                                                                    | Reti                                                                            | Note                                                                            |
| ------------------------------------------------------------------------------- | ------------------------------------------------------------------------------- | ------------------------------------------------------------------------------- | ------------------------------------------------------------------------------- | ------------------------------------------------------------------------------- | ------------------------------------------------------------------------------- | ------------------------------------------------------------------------------- | ------------------------------------------------------------------------------- |
| 5-3-2014                                                                        | Graz                                                                            | Austria under 21                                                                | 1 – 3                                                                           | Albania under 21                                                                | Qual. Europeo Under-21 2015                                                     | -                                                                               | 63’ 64’                                                                         |
| Totale                                                                          |                                                                                 | Presenze                                                                        | 1                                                                               |                                                                                 | Reti                                                                            | 0                                                                               |                                                                                 |

## Palmarès

### Club

#### Competizioni nazionali
- Campionato albanese: 1

Teuta: 2020-2021
- Coppa d'Albania: 1

Teuta: 2019-2020
- Supercoppa d'Albania: 1

Teuta: 2020